# Ústřední autobusové nádraží Zvonařka
Ústřední autobusové nádraží Brno-Zvonařka je od roku 1978 hlavním autobusovým nádražím meziměstské dopravy v Brně. Aktuální oficiální název zastávky podle Celostátního informačního systému o jízdních řádech je „Brno, ÚAN Zvonařka“. Provozovatelem ÚAN je společnost ČSAD Brno holding, a. s. (vlastněná společností Tourbus, kterou od konce roku 2021 vlastní firma EP Real Estate Daniela Křetínského), která zde provozuje jednotný informační systém s dispečinkem, předprodej jízdenek a úschovnu zavazadel se střediskem ztrát a nálezů. ÚAN se nachází ve čtvrti Trnitá mezi ulicemi Zvonařka, Trnitá a Plotní a u nákladového dolního nádraží, naproti nákupní Galerii Vaňkovka, asi 0,5 km jihojihozápadně od hlavního železničního nádraží. Přímo v areálu ÚAN se nachází stejnojmenná zastávka autobusů MHD a regionálních autobusových linek Integrovaného dopravního systému Jihomoravského kraje, v těsné blízkosti areálu ÚAN jsou zřízeny zastávky MHD s názvy Autobusové nádraží a Opuštěná. V roce 2021 byla dokončena nákladná rekonstrukce dle návrhu CHYBIK + KRISTOF, kterou ze tří čtvrtin pokryly dotace z Evropské unie.

## Historie
ÚAN Brno-Zvonařka bylo vybudováno v letech 1977–1985 jako náhrada kapacitně nedostačujících autobusových nádraží naproti hotelu Grand (v provozu od roku 1951) a v ulici Uhelné (tzv. odlehčovací autobusové nádraží, které bylo v provozu od roku 1967). První etapa budování nového brněnského ústředního autobusového nádraží proběhla v letech 1977 a 1978, kdy mezi ulicemi Plotní, Zvonařka a Trnitá vznikla zpevněná plocha s osmi nástupišti a 34 stáními, která byla doplněna o pěší lávky přes ulice Zvonařka a Plotní a provizorní odbavovací a výpravní budovu, která funguje dodnes. Místo ÚAN bylo zvoleno s ohledem na plánovanou výstavbu tzv. jižního centra a s tím související přesun železniční stanice Brno hlavní nádraží do prostoru nákladového dolního nádraží. Etapa I byla dokončena slavnostním otevřením 1. září 1978, pravidelný provoz začal o den později. Z nádraží u Grandu sem byla přesměrována část linek, ze zastávek v Uhelné ulici a v ulici Dornych, které byly zrušeny, všechny linky – na ÚAN tak v té době končilo 54 linek.

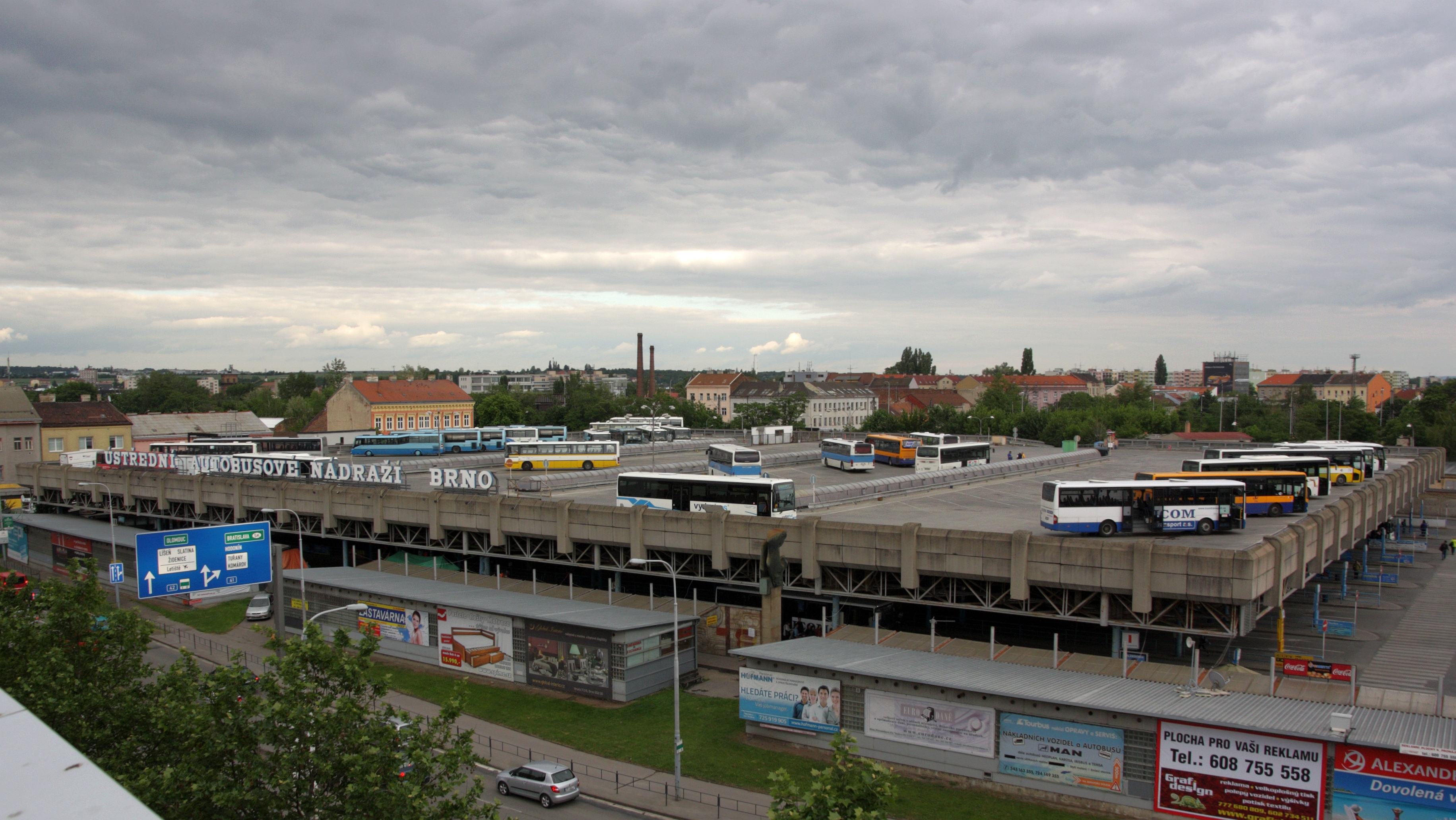
Ústřední autobusové nádraží v roce 2015

Druhá etapa výstavby ÚAN zahrnovala realizaci provizorní plochy s nástupišti v sousedství stávajícího nového nádraží (mezi ulicemi Košťálovou, Trnitou a Opuštěnou). Právě sem byly totiž vedeny linky během třetí etapy, což byla od roku 1981 stavba zastřešení ÚAN, přičemž na střeše byla realizována odstavná plocha pro 90 autobusů. Slavnostní otevření etapy III proběhlo 27. září 1985, pravidelný provoz začal o dva dny později. Na Zvonařku byly převedeny další regionální linky ze starého nádraží u Grandu, které ukončilo provoz 31. května 1986. Od 1. června toho roku tak na ÚAN zajížděly autobusy celkem 161 linek. Protože kapacita nádraží Zvonařka byla ve druhé polovině 80. let téměř vyčerpána, byla dočasně využívána i provizorní nezastřešená plocha druhé etapy, která jinak sloužila pouze pro výstup cestujících a parkování autobusů. Nerealizována zůstala poslední etapa – vybudování výškové budovy ČSAD, která měla být součástí stavby jižního centra.
Do roku 1989 patřilo autobusové nádraží do správy závodu 622 národního podniku ČSAD KNV Brno. V roce 1993 bylo transformováno v samostatnou akciovou společnost Ústřední autobusové nádraží Brno, a.s., která byla do obchodního rejstříku zapsána 30. dubna 1993. Od února 2002 byly akcie na majitele změněny na akcie na jméno a jako jediný akcionář byl zapsán ČSAD Brno holding, a.s., od června 2004 byla jediným akcionářem Tourbus a.s., s níž byla tato společnost v říjnu 2004 sloučena a 5. října 2004 vymazána z obchodního rejstříku. 

### Rekonstrukce

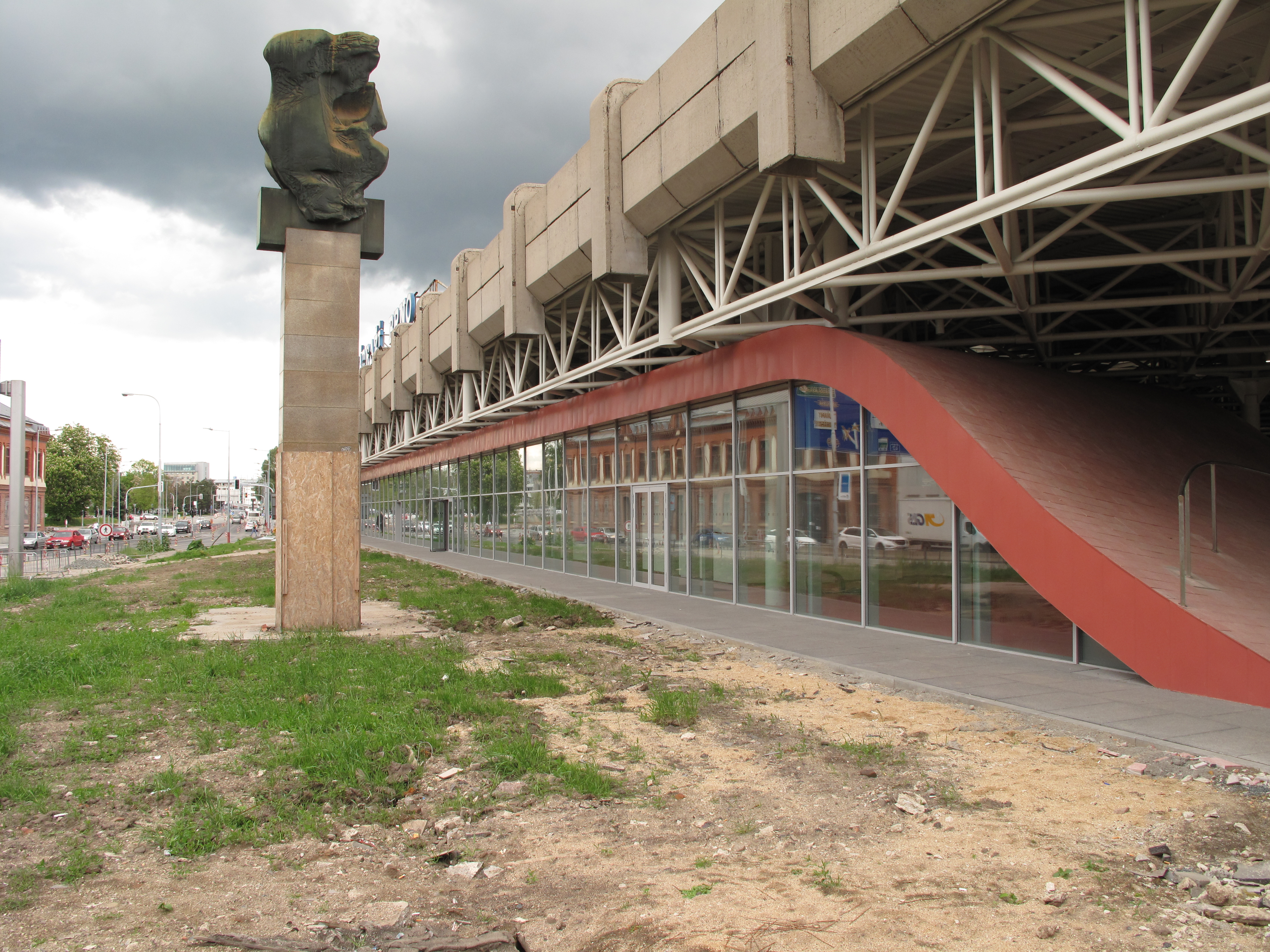
Nová čekárna po rekonstrukci nádraží

V letech 2019–2021 proběhla rekonstrukce a modernizace celého nádraží včetně příjezdové haly, dle návrhu architektonického ateliéru Ondřeje Chybíka a Michala Krištofa. Sloupy získaly světlý nátěr a strop nad nástupišti byl více prosvětlen, cesta k autobusům vede nově středem nástupišť (dříve se chodilo po obvodu nádraží) a změnilo se také číslování nástupišť (jednička je přímo u výpravní budovy ve směru vstupu na nádraží od Galerie Vaňkovky, zatímco dřív byla na opačné straně nádraží). Přibyla zde nová čekárna a výtah na střechu, kde se nachází 53 parkovacích míst P+R.
V návaznosti na hlavní rekonstrukci má změnou projít též zázemí pro řidiče a přednádražní prostor (stánky, park), jehož změnu přislíbila brněnská radnice.

## Záměry
Návrh územního plánu města Brna údajně[ujasnit] s další existencí autobusového nádraží nepočítal a lokalitu vymezoval jako smíšenou obytnou plochu.
V rámci plánů na přestavbu železničního uzlu Brno je vedením města prosazován záměr zrušit hlavní železniční nádraží v nynější poloze a přemístit jej do blízkosti autobusového nádraží Zvonařka, na trať, která vede jižně od ÚAN. Některé studie (např. AEMILASTUDIO S.r.l., Atelier ERA) přitom počítají se zachováním autobusového nádraží v současné poloze, jiné počítají s jeho úplným nebo částečným přemístěním do podzemí pod kolejiště nádraží (ATELIÉR DoS) nebo do jiné polohy (Atelier RAW). V minianketě pořádané roku 2003 z navržených řešení byla nejlépe hodnocena ta, která spojovala vlakové a autobusové nádraží v jeden celek.
Studie zpracovaná v roce 2014 na objednávku SŽDC zatím nedala ani jednoznačnou odpověď na to, zda vůbec stěhovat hlavní železniční nádraží. Blízkost hlavního vlakového a autobusového nádraží bývá zmiňována mezi argumenty pro přesun vlakového nádraží. Po dokončení studie proveditelnosti brněnského železničního uzlu se město i kraj rozhodly pro umístění železničního nádraží ve variantě Řeka, tedy poblíž ÚAN Zvonařka, v místě dolního nádraží. Chybí už jenom souhlas vlády, která bude mít poslední slovo.

## Popis
ÚAN Zvonařka má čtvercový půdorys, po jehož obvodu stojí budovy s čekárnou, předprodejem jízdenek, restauracemi, občerstveními, toaletami a podobně. Výpravní budova se nachází na východní straně, při Plotní ulici. ÚAN má 45 číslovaných odjezdových stání, umístěných po pěti u devíti souběžných nástupišť značených od jihu k severu písmeny A, B, C, D, E, F, G, H, I. Výstupní hrana je kolmá k nástupním hranám a nachází se na západní straně ÚAN, při Trnité ulici. Mnohé dálkové autobusy však pro výstup zastavují v nástupních stáních, ze kterých potom odjíždějí.
Střecha autobusového nádraží slouží jako odstavná plocha o rozměrech přibližně 105 × 120 m s kapacitou 92 autobusů.
ÚAN má „velice jednoduchou konstrukci bez jakékoli designové ambice“.

## Provoz
Přestože od začátku roku 2004 kvůli spuštění první etapy IDS JMK odjíždělo z ÚAN o třetinu méně autobusů než dosud, autobusové nádraží nemělo ani poté problém s přebytkem plochy a provozovatel neuvažoval o prodeji ani části plochy.
V srpnu 2014 je v CIS JŘ k názvu autobusového nádraží aktuálně přiřazeno 95 mezinárodních autobusových linek, 56 vnitrostátních dálkových linek a 48 ostatních vnitrostátních linek, z toho 10 linek (104, 105, 106, 107, 108, 109, 505, 601, 602) je zařazeno do IDS JMK.
Do 31. prosince 2020 byl provozovatelem autobusového nádraží dopravce Tourbus. Ten po obnovení části svých dálkových linek přesunul dopravce United Buses na nástupiště 48 nacházející se na okraji nádraží. Mezi United Buses a staronovým provozovatelem nádraží, společností ČSAD Brno holding, přetrvaly spory o poskytované služby a jejich kvalitu.

### Mezinárodní linky

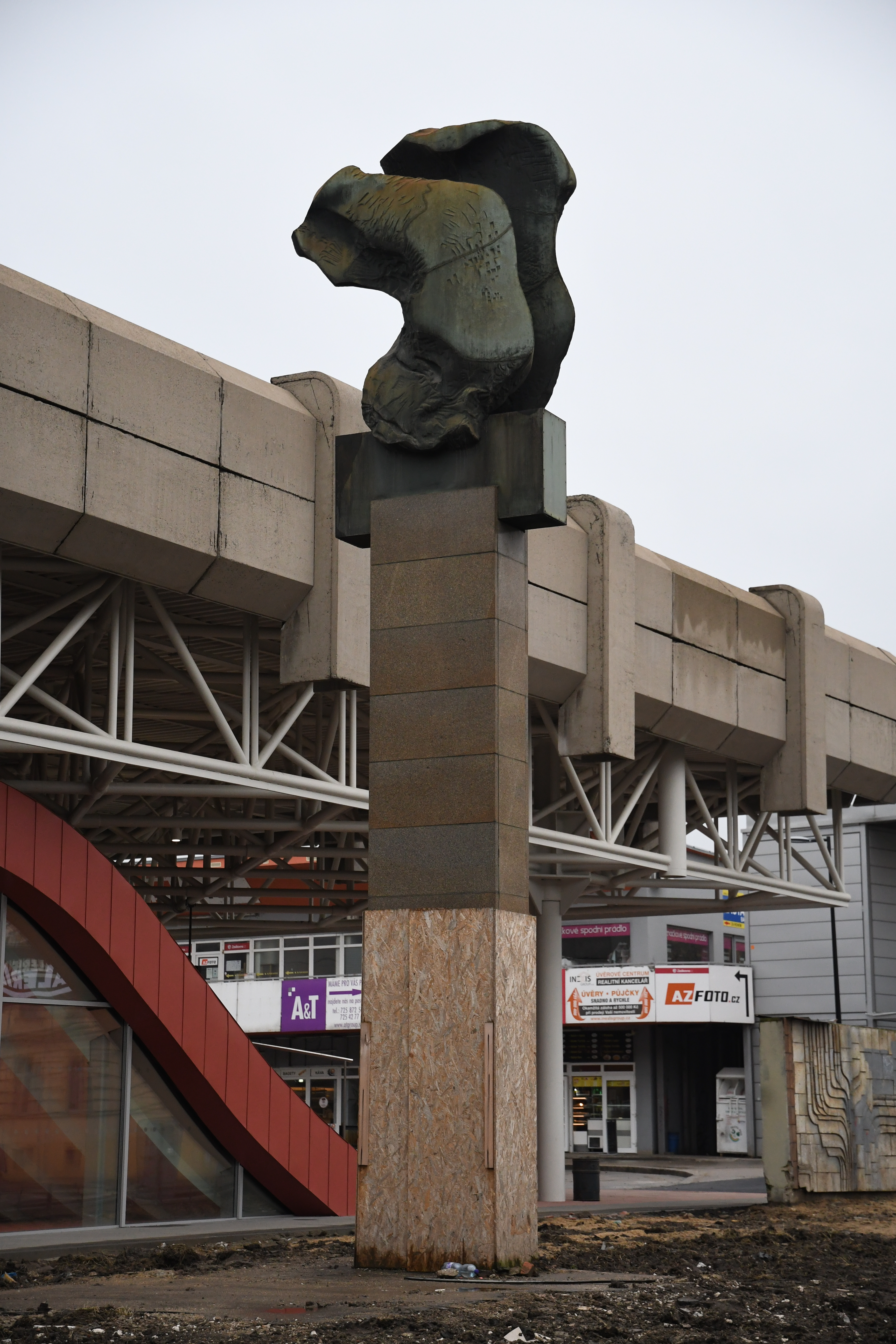
Plastika Křídla od Sylvy Lacinové

V srpnu 2014 měly na ÚAN zastávku linky dopravců:
- Viliam Turan-TURANCAR (000008 na Slovensko)
- CK EUROTOUR s.r.o. (000011 na Slovensko)
- SAD Humenné a.s. (000015 a 000061 na Slovensko)
- SAD Zvolen a.s.(000057, 000100, 000136 na Slovensko)
- SAD Lučenec a.s. (000106, 000142 na Slovensko)
- SAD Trnava, a.s. (000147 na Slovensko)
- SAD Prievidza a.s. (000153, 000171 na Slovensko)
- SAD Žilina a.s. (000184 na Slovensko)
- ARRIVA Nové Zámky, a.s. (000017 na Slovensko)
- ARRIVA PRAHA s.r.o. (000120 a 000136 na Slovensko)
- eurobus, a.s. (000232, 000298 na Slovensko)
- AZ BUS & TIR PRAHA s.r.o. (000064, 000066, 000156 na Slovensko)
- FTL - First Transport Lines, a.s. (000101 na Slovensko)
- Karel Mudroch (000128 na Slovensko)
- MJC, s.r.o. (000130 na Slovensko)
- OSNADO spol. s r.o. (000140 na Slovensko)
- František Hejnal - TURISMO (000203 na Slovensko)
- A-EXPRESS s.r.o. (000217 na Slovensko)
- ADOTECH s.r.o. (000334 na Slovensko)
- EUROLINES Česká republika spol. s r.o. (000395 na Slovensko)
- Anton Klimčík (000421 na Slovensko)
- Ladislav Sedláček SEKO BUS (000506 na Slovensko)
- Peter Stašák (000046 na Slovensko, 000134 do Makedonie)
- ČSAD Tišnov spol. s r.o. (000142 na Slovensko, 000163, 000240, 010240 do Švýcarska)
- Tourbus a. s. (000117 na Slovensko, 000002 a 000004 do Itálie, 000080 do Rakouska, 000258, 000337, 000355, 000390 do Chorvatska, 000271 z Estonska do Itálie, 000348 na Ukrajinu)
- REGA & R spol. s r.o. (Regabus) (000028, 000043, 000145, 000327, 000331, 000429, 000473 na Ukrajinu, 000133 na Slovensko, 000141 do Polska)
- MUSIL TOUR spol. s r.o. (000109, 000229, 000278, 000302, 000328, 000383, 000387, 000419, 000422, 000491 na Ukrajinu)
- NIKOLO s.r.o. (000009, 000343 na Ukrajinu)
- Dobrá služba, v.o.s. (000328 na Ukrajinu)
- TRAWELTRANS s.r.o. (000224 na Ukrajinu)
- ALVIT EXPRESS s.r.o. (000414, 000437 na Ukrajinu)
- Zorianinochi, s.r.o. (000450 na Ukrajinu)
- ARMAN (000028 na Ukrajinu)
- PP Ščoka Y.Y. (000043 na Ukrajinu)
- BIURO JORDAN (000109, 000229, 000414, 000419, 000442 na Ukrajinu)
- TOB TURIST (000109 na Ukrajinu)
- Autobusový park č. 8 KP (000229, 000419 na Ukrajinu)
- Omega Trans (000224 na Ukrajinu)
- TzOV ZoločivAutoTrans (000145 na Ukrajinu)
- W.Kahan (000145 na Ukrajinu)
- MASKALJUK DMYTRO DMYTROVYČ (000278, 000383 na Ukrajinu)
- TOV LUBERT JANOSHBUS Drahovo (000302 na Ukrajinu)
- TDV Mykolajivské ATP (000304 na Ukrajinu)
- PAT Iršavské ATP (000327 na Ukrajinu)
- TOV ATP 12629 (000343 na Ukrajinu)
- TOV NASOROCH (000145, 000331 na Ukrajinu)
- ATP TERNOPIL 16127 (000387 na Ukrajinu)
- Zakarpateuroliniji (000328 na Ukrajinu)
- TOV TRANSTEMPO (000414, 000473 na Ukrajinu)
- TOV TURAERODAN (000414, 000473 na Ukrajinu)
- TOV Transevroliniji (000429 na Ukrajinu)
- SPD Symonyan (000437 na Ukrajinu)
- PP HREGANJUK VIKTOR (000442 na Ukrajinu)
- HARASYMIV OKSANA DMYTRIVNA (000450 na Ukrajinu)
- BTP FORUM (000491 na Ukrajinu)
- DROZAVA s.r.o. (000076 na Ukrajinu, 000164 do Moldavska)
- DAC TRANS SERVICE (000030, 000237, 000374 do Moldavska)
- Ledianta Tur S.R.L., Rute Auto Internationale (000164 a 000175 do Moldavska)
- P&P transport and travel agency s.r.o. (000237 do Moldavska)
- SRL Ednateric-Trans (000329 do Moldavska)
- Katev Travel & Commercial spol.s.r.o. (000014 do Rumunska, 000329 do Moldavska, 000519 na Slovensko)
- Prague ORLAN s.r.o. (000033 a 000226 do Bulharska, 000175 do Moldavska, 000219, 000221, 000222 do Rumunska)
- ORLAN s.r.o. (000030, 000374 do Moldavska, 000033 do Bulharska)
- Group Company-E OOD (000168 do Bulharska)
- Eurotours spol. s r.o. (000211 do Bulharska)
- SP LASTA - BEOGRAD (000445 do Srbska)
- HAK Komerc (000056 do Makedonie)
- Čibuk Travel DOOEL (000134 do Makedonie)
- T.A. TOTO Milenko DOOEL export-import (000185 do Makedonie)
- Nikolas tours a. s. (000001 do Řecka)
- KORONA TRAVEL Ltd. (000406 do Řecka)
- BOHEMIAN LINES, s.r.o. (000278 do Švédska)
- SWEBUS EXPRESS AB (000278 do Švédska)
- METRO Plus (000236 z Bulharska do Německa)
- SOFIABUS (000299 z Bulharska do Německa)

### Vnitrostátní linky
V srpnu 2014 měly na ÚAN zastávku linky dopravců:
- ČSAD JIHOTRANS a.s. (320003, 320004)
- REGIO BUS spol. s r.o. (320911)
- TRADO-BUS, s.r.o. (340801, 720300, 790611)
- ICOM transport a.s. (350450, 720301, 760420, 760422, 760700, 760721, )
- ČSAD AUTOBUSY České Budějovice a.s. (360101)
- ČSAD STTRANS a.s. (380710)
- BusLine a.s. (540601, 720311, 720312)
- ČSAD Ústí nad Orlicí, a.s. (640384, 680773, 680794, 720307, 720308, 720385)
- Zlatovánek spol. s r.o. (680022)
- ARRIVA VÝCHODNÍ ČECHY a.s. (690100)
- OSNADO spol. s r.o. (690240)
- Tourbus, a.s. (720010, 720240, 720250, 720255, 720257, 720260, 720265, 720270, 720271, 720275, 720280, 720281, 720282, 720290, 720295, 728107, 728602)
- BK BUS, s.r.o. (723437)
- BDS-BUS, s.r.o. (725108, 840506, 840509)
- ČSAD Tišnov, spol. s r.o. (726104, 729105, 730800)
- ČSAD Hodonín a.s. (726105, 726109, 728108)
- TREDOS, spol. s r.o. (726108)
- Znojemská dopravní společnost - PSOTA, s.r.o. (727105, 728104, 729108, 830850)
- BORS Břeclav a.s. (727108, 728105, 729104, 729109, 729505, 740390)
- VYDOS BUS a.s. (727109, 728601, 729107, 729602, 810150, 810170)
- ČSAD Kyjov Bus a.s. (728109, 729106)
- SEBUS s.r.o. (729601)
- KRODOS BUS a.s. (770430, 770431, 820901)
- FTL - First Transport Lines, a.s. (780960, 780970, 780980, 780990)
- ČSAD BUS Uherské Hradiště a.s. (800500, 800700, 820902)
- EUROLINES Česká republika spol. s r.o. (800905)
- HOUSACAR s.r.o. (820004)
- ČSAD Vsetín a.s. (820215, 820221, 820224, 820225, 820226, 820231, 820235, 820245, 940035, 940085)
- ZDAR, a.s. (840104, 840123, 840217, 840311, 840312)
- ARRIVA MORAVA a.s. (850129, 910122, 950107)
- ČSAD Karviná a.s. (870104)